# Côlumbanô

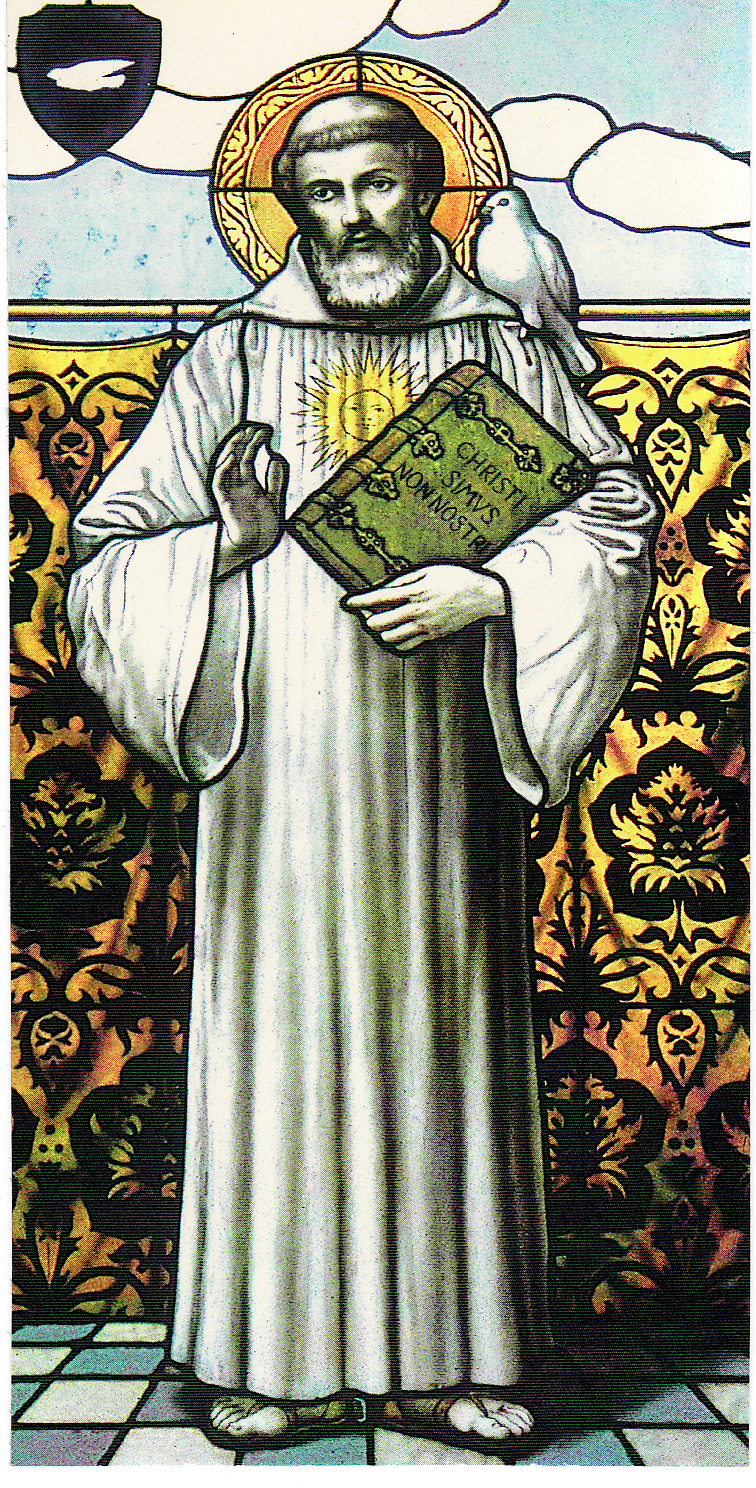
Cửa sổ kiếng màu Thánh Côlumbanô trong hầm mộ Tu viện Bobbio

Thánh Côlumbanô thành Luxeuil (tiếng Ireland: Columbán, tức "bồ câu trắng"; Latinh: Columbanus; 540 – 23 tháng 11 năm 615) là nhà truyền giáo Công giáo người Ireland vào tiền kỳ Trung cổ. Ông đã thành lập nhiều tu viện vào khoảng năm 590 ở khắp các vương quốc Frank và Lombard, nhất là Luxeuil (Pháp ngày nay) và Bobbio (Ý), và là người Ireland làm mẫu truyền giáo trong thời Trung Cổ tại châu Âu.
Ông truyền các tu luật và truyền thống hối lỗi Celt. Nghi thức hối lỗi nhấn mạnh xưng tội riêng với thầy tu và sau đó sám hối theo thầy tu hướng dẫn. Ông cũng là một trong những nhà văn Latinh Ireland (Hiberno-Latin) sớm nhất được nhận ra.
Thánh Côlumbanô là thánh bổn mệnh người lái xe máy.

## Tu luật Thánh Côlumbanô

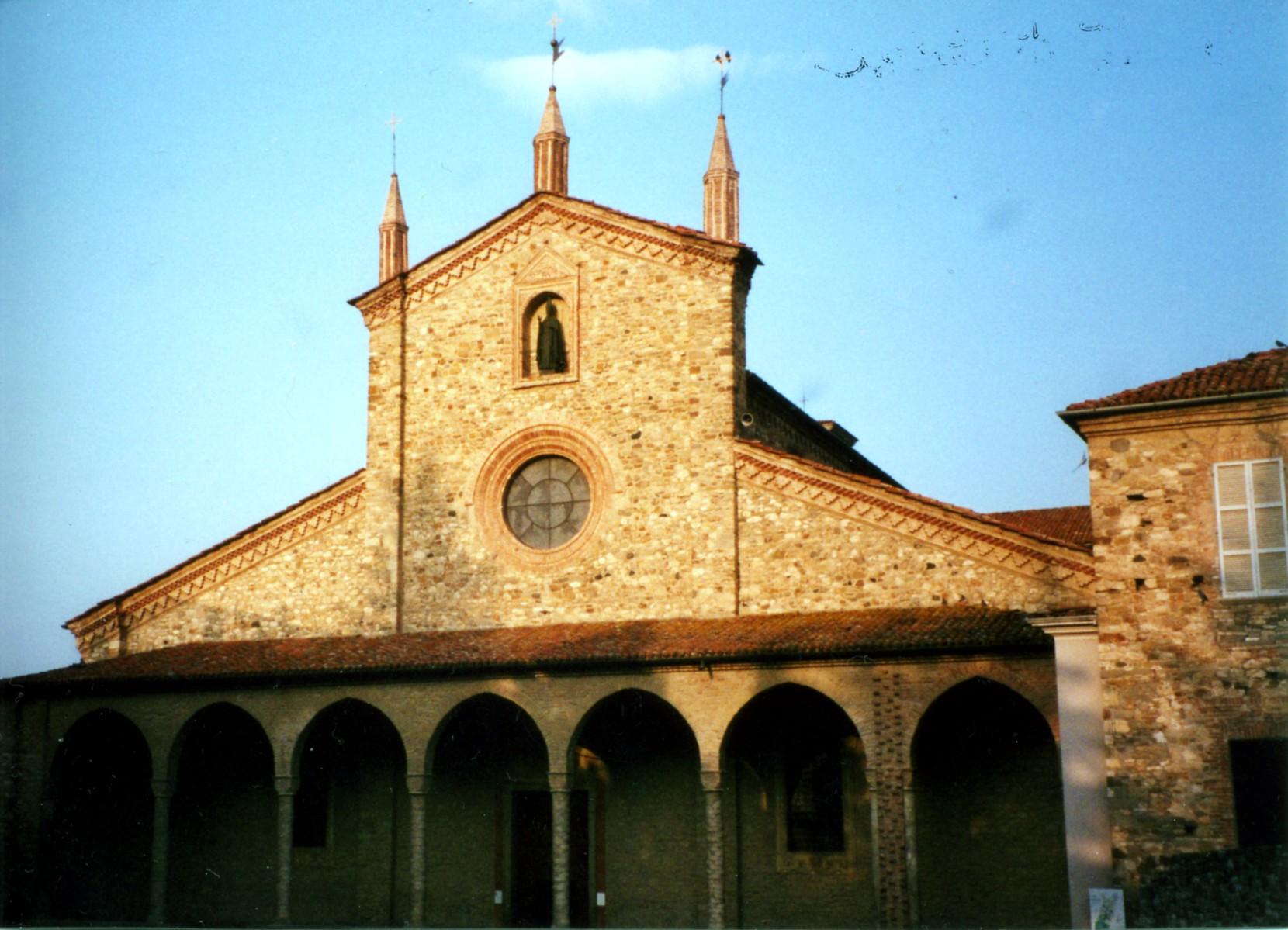
Vương cung thánh đường Thánh Côlumbanô tại Tu viện Bobbio

Tu luật Thánh Côlumbanô chỉ có 10 chương, ngắn hơn Tu luật Thánh Biển Đức nhiều. Sáu chương đầu tiên nói về sự vâng lời, im lặng, đồ ăn, khó nghèo, hèn mọn, và đồng trinh. Trong các chương này, tu luật Côlumbanô giống với tu luật Biển Đức nhưng nghiêm ngặt hơn về nhịn ăn.
Khác với tu luật Biển Đức, luật sám hối trong chương 10 nhiều khi quy định trừng phạt thân thể. Tu sĩ được phạt nhịn ăn vì những lỗi nhỏ nhất. Tu sĩ mặc áo dài và mũ trùm đầu bằng lông cừu không tô màu. Họ dành nhiều thì giờ lao động chân tay, giống cách sống theo những tu luật khác.
Tu luật Thánh Côlumbanô được Công đồng Mâcon thứ 4 chấp nhận năm 627 nhưng đã được tu luật Biển Đức chủ yếu thay thế vào cuối thế kỷ. Trong vài thế kỷ, các đại tu viện tuân theo cả hai tu luật đồng thời.